# Kriegerdenkmal Gübs

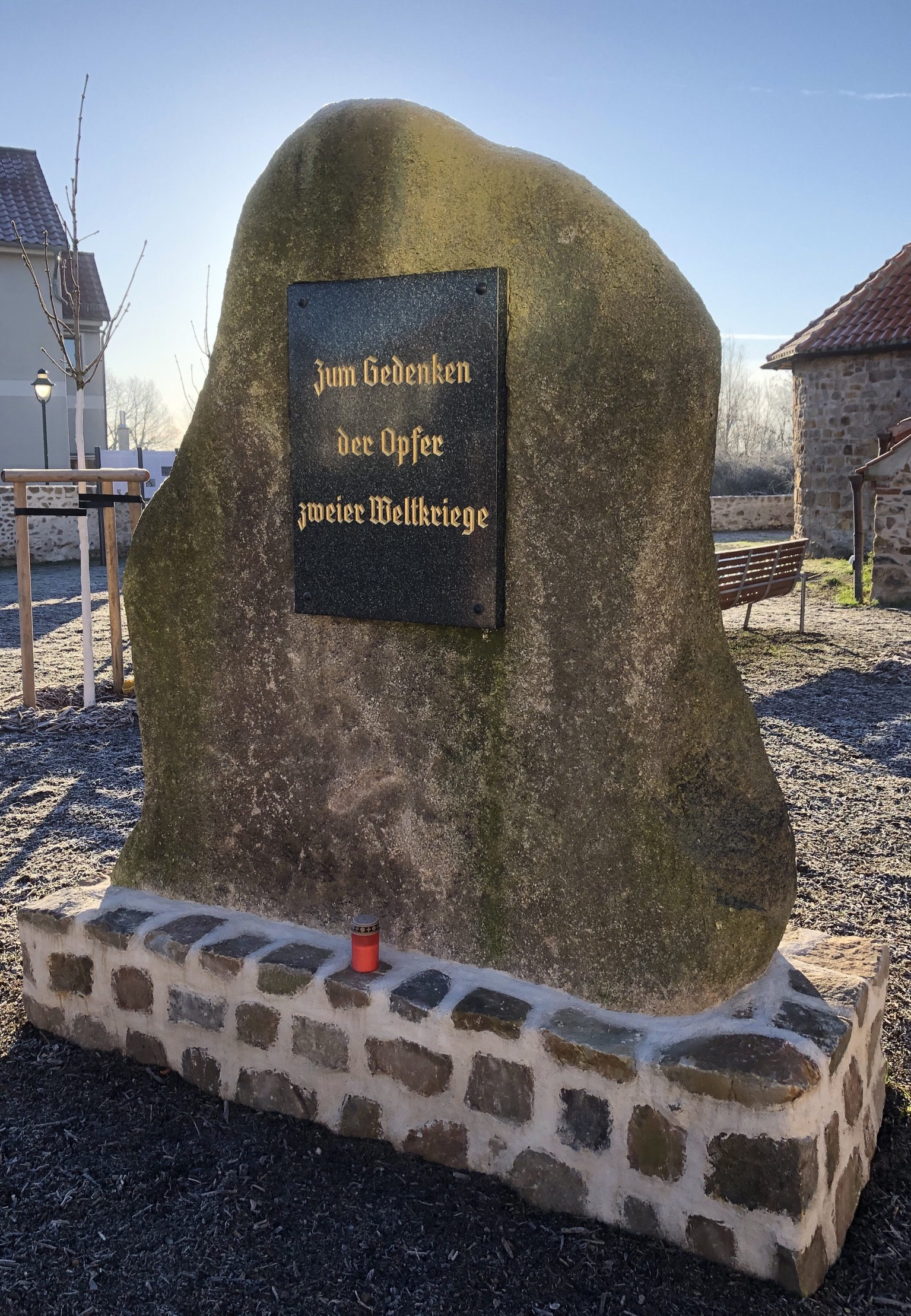
Kriegerdenkmal Gübs, 2020

Das Kriegerdenkmal Gübs ist ein denkmalgeschütztes Kriegerdenkmal in der Ortschaft Gübs der Gemeinde Biederitz in Sachsen-Anhalt. Im örtlichen Denkmalverzeichnis ist das Kriegerdenkmal unter der Erfassungsnummer 094 71257 als Baudenkmal verzeichnet.

## Lage
Das Kriegerdenkmal befindet sich auf dem Kirchengelände der Sankt-Andreas-Kirche in Gübs.

## Gestaltung und Geschichte
Es handelt sich bei dem Kriegerdenkmal um einen Findling mit einer allgemeiner Gedenktafel für die Gefallenen der beiden Weltkriege.
Das Kriegerdenkmal wurde ursprünglich für die Gefallenen des Ersten Weltkrieges errichtet. Die Metalltafel mit den Namen der Gefallenen des Ersten Weltkrieges wurde nach dem Zweiten Weltkrieg entfernt und durch eine allgemeine Gedenktafel für die Gefallenen beider Weltkriege ersetzt. Erst nach der Wiedervereinigung wurde die Metalltafel wiedergefunden. Heute ist sie an der Außenwand der Kirche angebracht.
Vermutlich versehentlich wurde das Kriegerdenkmal darüber hinaus wohl doppelt auch mit der Erfassungsnummer 094 71256 geführt. Diese Erfassung wurde zwischenzeitlich jedoch gestrichen.

## Inschriften
der Opfer

## Quelle
- Gefallenen Denkmal Gübs Online, abgerufen am 15. Juni 2017.